# Neufchef
Neufchef – miejscowość i gmina we Francji, w regionie Grand Est, w departamencie Mozela.
Według danych na rok 1990 gminę zamieszkiwało 2521 osób, a gęstość zaludnienia wynosiła 151 osób/km² (wśród 2335 gmin Lotaryngii Neufchef plasuje się na 172. miejscu pod względem liczby ludności, natomiast pod względem powierzchni na miejscu 276.).